# 다윗과 벳사베

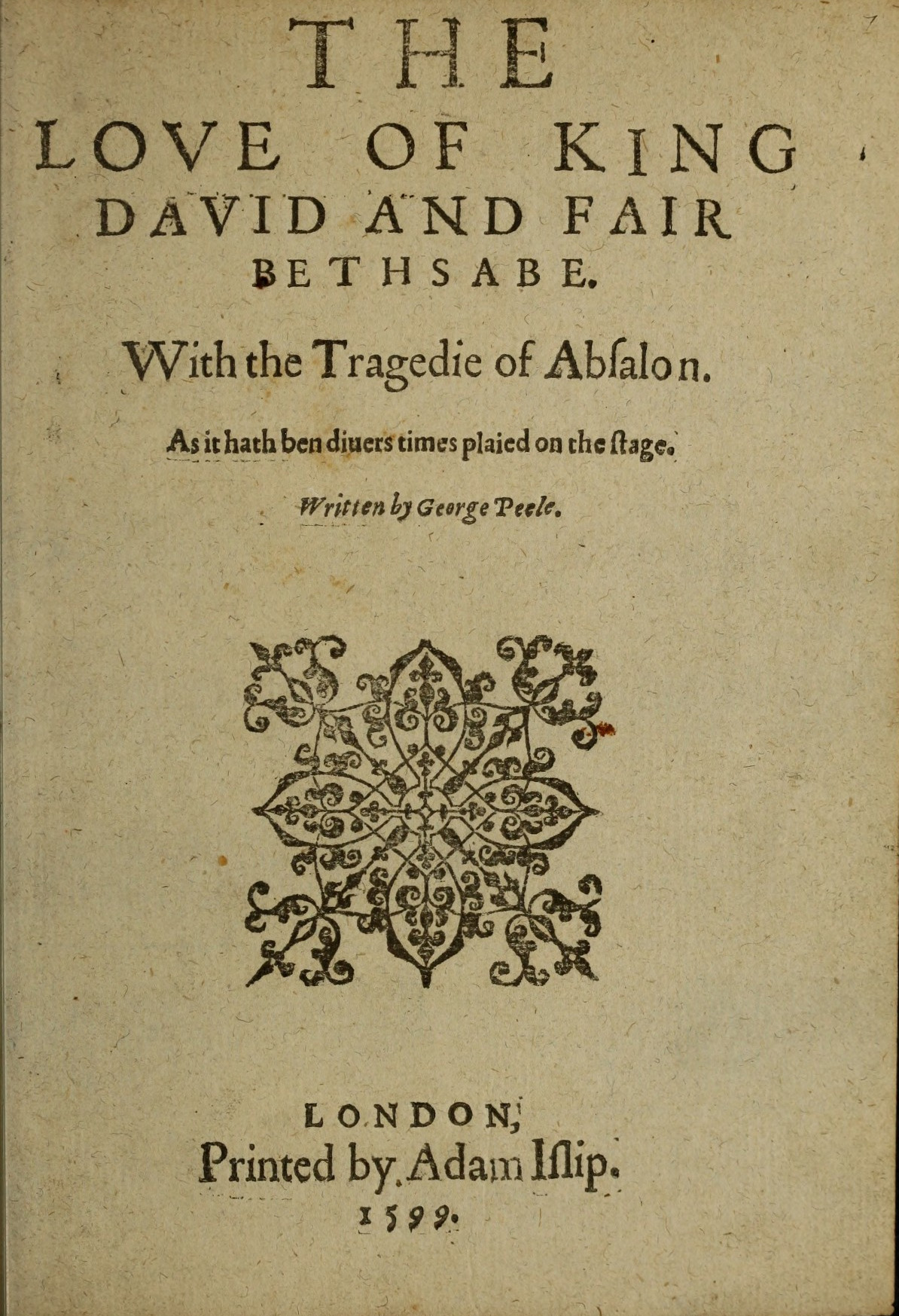
초판 표지

다윗과 벳사베(David and Bethsabe)는 구약성경에 나오는 부부인 다윗과 밧세바를 다룬 1588년의 희곡의 이름이다.